# Pawlo Orichowskyj
Pawlo Boryssowytsch Orichowskyj (ukrainisch Павло Борисович Оріховський; * 13. Mai 1996 in Tscherwonoarmijsk) ist ein ukrainischer Fußballspieler. Seit 2017 spielt er für Tschornomorez Odessa in der ukrainischen Premjer-Liha.

## Karriere

### Verein
Orichowskyj begann seine Karriere bei BRW-BIK Wolodymyr-Wolynskyj. 2010 wechselte er in die Akademie von Dynamo Kiew. Im März 2016 debütierte er in der Premjer-Liha, als er im Auswärtsspiel gegen Karpaty Lwiw in der Schlussphase eingewechselt wurde.

### Nationalmannschaft
Im August 2011 debütierte Orichowskyj im ukrainischen U-17-Team. Im Oktober 2011 spielte er erstmals für die U-16-Junioren. Sein erstes Tor im Dress der Ukraine schoss er für die U-17 im Januar 2013 gegen Moldawien.